# 女官除目
女官除目（にょかんじもく）とは、後宮十二司の三等官（職事）を任命する儀式。
女官の職事は、天皇の勅旨によって任命された。『内裏式』には紫宸殿、『西宮記』には清涼殿で行われたと記されている。中務卿が提出した補任帳に従って天皇が除目に関する勅旨を下し、これを受けた中務卿が除目を作成して天皇に奏聞を行った。なお、『西宮記』には略式として陣で上卿が勅旨を受けて参議に除目を作成させて天皇に奏聞させた後に中務丞に下す方法についても記されている。10世紀には後宮十二司が廃れて内侍司のみになったため、事実上内侍司の三等官である尚侍・典侍・掌侍を任命する儀式となり、内侍除目（ないじじもく）とも呼ばれた。